# Wolfgang Braungart
Wolfgang Braungart (* 28. August 1956 in Schwäbisch Gmünd) ist ein deutscher Literaturwissenschaftler und Hochschullehrer.

## Leben
Nach dem Abitur 1975 am Gymnasium in Tuttlingen studierte Braungart als Stipendiat der Studienstiftung des deutschen Volkes bis 1982 Germanistik, Kunstgeschichte, Philosophie und Kunstpädagogik sowie Werken/Arbeitslehre an den Universitäten Gießen, Zürich und Braunschweig sowie an der Hochschule für Bildende Künste Braunschweig. 1986 wurde er an der TU Braunschweig zum Dr. phil. mit der Arbeit Ordnung und Integration promoviert. Von 1985 bis 1995 war er zunächst Wissenschaftlicher Mitarbeiter dann Wissenschaftlicher Assistent an der Justus-Liebig-Universität Gießen. Dort wurde er 1993/94 mit der Arbeit Ritual und Literatur habilitiert.
1996 folgte Braungart einem Ruf auf die Professur für Allgemeine Literaturwissenschaft und Neuere deutsche Literatur an die Universität Bielefeld, die er bis 2022 innehatte. 2003 lehnte er einen Ruf an die Universität Bamberg an den Lehrstuhl für Neuere deutsche Literatur ab.
2003 bekleidete er die Max Kade-Gastprofessur an der University of Notre Dame, 2009 und 2013 Gastprofessuren in Indien an der Delhi University und an der Jawaharlal Nehru University sowie Doon University in Dehradun. 2012/2013 nahm er eine Gastprofessur an der Shanghai International Studies University an. Seit 2009 ist Braungart zudem erster Vorsitzender der Stefan-George-Gesellschaft e. V. Bingen.
Seine Brüder sind der Germanist Georg Braungart (* 1955) und der Chemiker Michael Braungart (* 1958).

## Schriften (Auswahl)
- Die Kunst der Utopie. Vom Späthumanismus zur frühen Aufklärung. Metzler, Stuttgart 1989, ISBN 3-476-00658-1 (Dissertation Universität Braunschweig).
- Ritual und Literatur (= Konzepte der Sprach- und Literaturwissenschaft. Band 53). Niemeyer, Tübingen 1996, ISBN 3-484-22053-8.
- Ästhetischer Katholizismus. Stefan Georges Rituale der Literatur (= Communicatio. Band 15). Niemeyer, Tübingen 1997, ISBN 3-484-63015-9 (Habilitation Universität Gießen).
- (Hrsg.): Manier und Manierismus (= Untersuchungen zur deutschen Literaturgeschichte. Band 106). Niemeyer, Tübingen 2000, ISBN 3-484-32106-7.
- (Hrsg.): Stefan George. Werk und Wirkung seit dem „Siebenten Ring“. Niemeyer, Tübingen 2001, ISBN 3-484-10834-7
- (Hrsg.): Kitsch. Faszination und Herausforderung des Banalen und Trivialen (= Untersuchungen zur deutschen Literaturgeschichte. Band 112). Niemeyer, Tübingen 2002, ISBN 3-484-32112-1.
- (Hrsg.): Sprachen des Politischen. Medien und Medialität in der Geschichte. Vandenhoeck & Ruprecht, Göttingen 2004, ISBN 3-525-36274-9.
- (Hrsg.): Verehrung, Kult, Distanz. Vom Umgang mit dem Dichter im 19. Jahrhundert; Symposion „Verehrung und Distanz“ zum 200. Geburtstag von Christian Dietrich Grabbe vom 27.–30. Sept. 2001 in Detmold und Marienmünster (= Untersuchungen zur deutschen Literaturgeschichte. Band 120). Niemeyer, Tübingen 2004, ISBN 3-484-32120-2.
- (Mit-Hrsg.): Wahrnehmen und Handeln. Perspektiven einer Literaturanthropologie (= Bielefelder Schriften zur Linguistik und Literaturwissenschaft. Band 20). Aisthesis-Verl., Bielefeld 2004, ISBN 978-3-89528-455-7.
- (Mit-Hrsg.): Eduard Mörike, Ästhetik und Geselligkeit. Niemeyer, Tübingen 2004, ISBN 3-484-10864-9.
- (Hrsg.): Essayismus um 1900 (= Euphorion. Beihefte, Band 50). Winter, Heidelberg 2006, ISBN 3-8253-5125-4.
- (Mit-Hrsg.): „Nichts als die Schönheit“. Ästhetischer Konservatismus um 1900 (= Historische Politikforschung. Band 10). Campus, Frankfurt/M. 2007, ISBN 978-3-593-38334-7.
- (Mit-Hrsg.): Gewalt und Opfer. Im Dialog mit Walter Burkert. De Gruyter, Berlin 2010, ISBN 978-3-11-022116-9.
- Ästhetik der Politik, Ästhetik des Politischen. Ein Versuch in Thesen (= Das Politische als Kommunikation. Band 1). Wallstein, Göttingen 2012, ISBN 978-3-8353-1002-5.
- (zus. mit Joachim Jacob): Stellen, schöne Stellen oder: wo das Verstehen beginnt (= Kleine Schriften zur literarischen Ästhetik und Hermeneutik. Band 1). Wallstein, Göttingen 2012, ISBN 978-3-8353-1079-7.
- (Hrsg.): Gegenwart Literatur Geschichte. Zur Literatur nach 1945 (= Euphorion. Beihefte, Band 74). Winter, Heidelberg 2013, ISBN 978-3-8253-6227-0.
- (Hrsg.): Stefan George und die Religion (= Untersuchungen zur deutschen Literaturgeschichte. Band 147). De Gruyter, Berlin 2015, ISBN 978-3-11-044006-5.
- (Mit-Hrsg.): Subjekt und Subjektivität 1800/1900. Iudicum, München 2015, ISBN 978-3-86205-425-1.
- Literatur und Religion in der Moderne. Studien. Fink, Paderborn 2016, ISBN 978-3-7705-5949-7.
- (Hrsg.): Stefan George und die Jugendbewegung. Metzler, Stuttgart 2018, ISBN 978-3-476-04575-1.
- (Mit-Hrsg.): Literatur / Religion. Bilanz und Perspektiven eines interdisziplinären Forschungsgebietes (= Studien zur Literatur und Religion. Band 1). Metzler, Stuttgart 2019, ISBN 978-3-476-04693-2.
- Melancholie und Geselligkeit. Studien zu Mörike. Metzler, Berlin 2021, ISBN 978-3-476-04893-6.
- (Mit-Hrsg.): Jugend ohne Sinn? Eine Spurensuche zu Sinnfragen der jungen Generation 1945–1949. V & R unipress, Göttingen 2022, ISBN 978-3-8471-1508-3.